# Союз через море
Союз через море (кит. 海上之盟, піньінь Hǎishàng zhī méng) — політичний альянс у китайській історії між державами Сун і Цзінь на початку 12 століття проти держави Ляо. Союз обговорювався з 1115 по 1123 роки через посланців, які перепливали Бохайське море; також називається «Союз на морі». Під час союзу ці дві нації домовились про спільне вторгнення у Ляо та розділення захоплених територій. В планах було віддати шістнадцять округів імперії Сун. Вони поклялись не укладати односторонній мир з Ляо. У 1121—1123 Сун діяла нерішуче у воєнних кампаніях, однак чжурчженська Цзінь мала успіх у витісненні Ляо в Центральну Азію. Цзінь передала декілька із 16 округів імперії Сун, включаючи сучасний Пекін. У 1125 році союз розпався після того, як взаємні претензії призвели до війни. Цзінь вторглась у власно китайські землі і, у підсумку, захопила столицю Сун — місто Кайфен (у 1127 році).

## Сторони

Династія Сун (кит. 宋朝, піньїнь: Sòng Cháo; 960—1279) — імператорська династія в Китаї 10 — 13 століття, яка розпочалась 960 р. н. е. і тривала до 1279 р. н. е. Її заснував імператор Тайцзу, який був спадкоємцем престолу узурпатора Чжоу, на якому було закінчено періоду П'яти династій і десяти королівств. Династія Сун часто вступала в конфлікти з тогочасними династіями Ляо та Західна Сія на півночі та була завойована династією Юань під керівництвом монголів. Першим урядом в історії, який започаткував використання паперових грошей на національному рівні, а також перше керівництво в Китаї, за якого було утворено постійний флот належить правителям династії Сун. Також їхній першості належить започаткування використання пороху та знаходження півночі з використанням компасу.

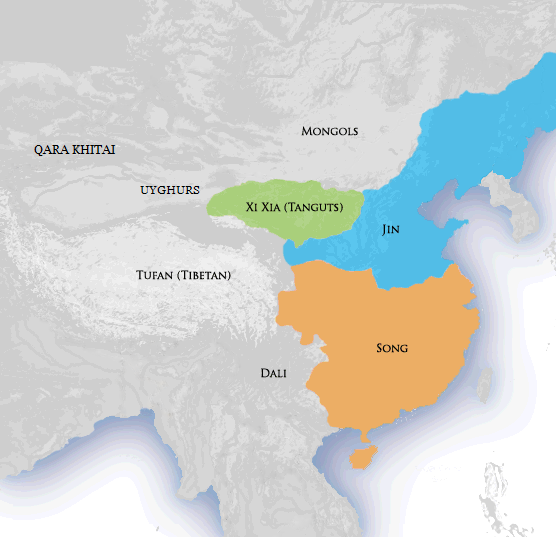

Династія Цзінь (офіційно Велика Цзінь; 1115–1234) — династія чжурчженів, що правила в державі Цзінь, одній з трьох великих держав поряд з китайською Сун та киданською Ляо, що виникли після розпаду Танської імперії.
Чжурчжені зуміли взяти під контроль значні території сучасних Маньчжурії та Монголії. 1204 року вони перемогли Північну Сун, змусивши її платити данину. У 1210 році почалися тривалі війни з монголами на чолі із Чингісханом. Вони завершилися 1234 року захопленням монголами столиці Кайфена й остаточним падінням династії Цзінь.

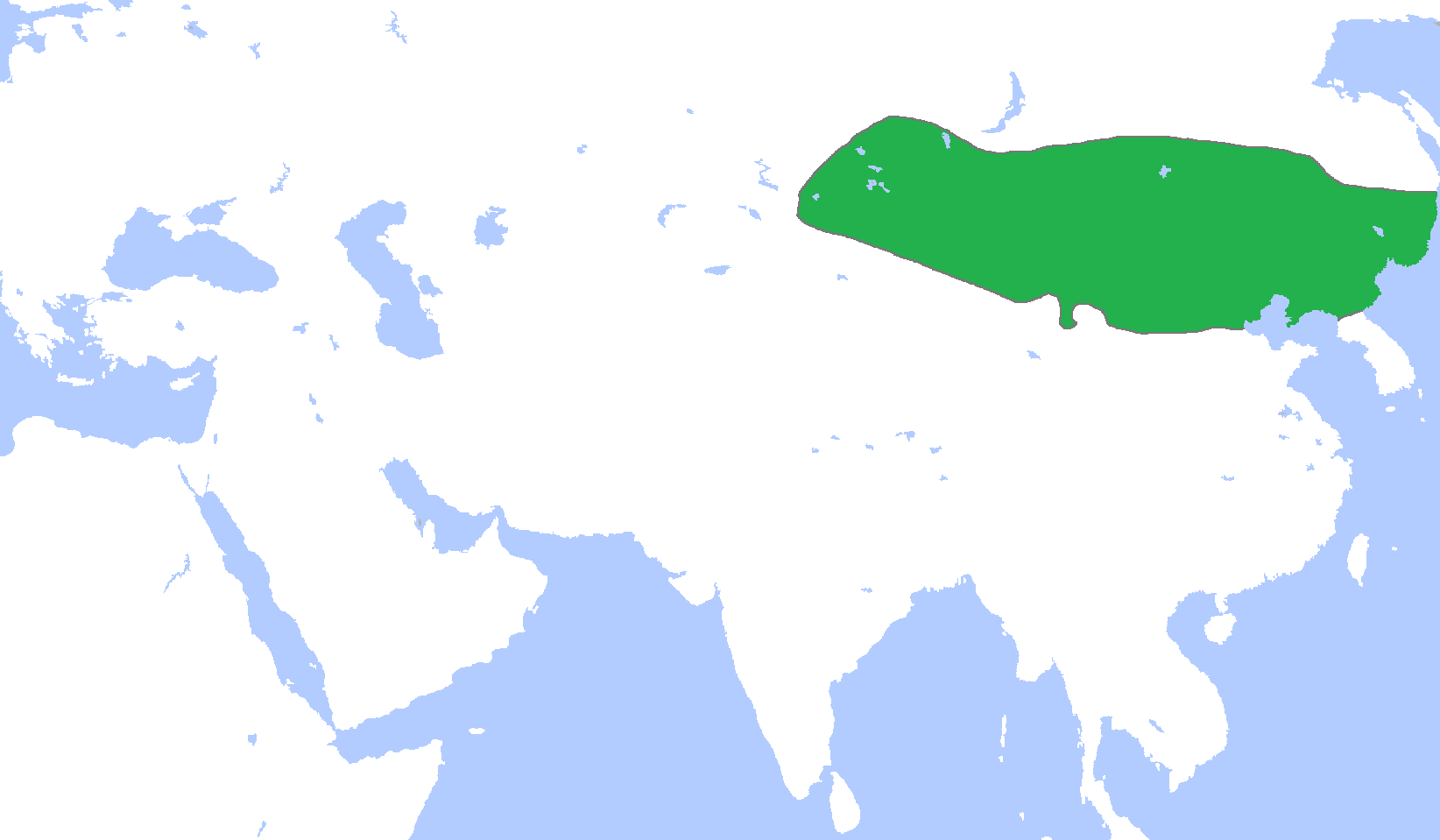

Династія Ляо (кидан.: Mos Jælud, спрощ.: 辽朝; кит. трад.: 遼朝; піньїнь: Liáo Cháo, офіційно Велика Ляо (спрощ.: 大辽; кит. трад.: 大遼; піньїнь: Dà Liáo), або Киданська (Циданська) держава (кидан.: Mos diau-d kitai huldʒi gur)) — держава кидань-монголів, яка займала простори Північно-Східного Китаю з моменту заснування киданської державності племінним вождем Абаоцзи (Амбагай) в 907 році та до заколоту чжурчженів в 1125 році. Столиці — Шанцзин (верховна, нині Хуейнинфу), Ляоян (східна), Датун (західна), Nanjing (південна, в районі сучасного Пекіна).

## Передумови
Національна політика Тайдзу Суна була слабкою. З цієї причини північна Сун Теджо постійно піддається військовим загрозам сусідніх країн. Ляо була однією з найбільших загроз.
Відтоді, як була заснована країна Чунг Нгуен, держава Ляо була сильним ворогом на півночі. У Ляо і раніше були амбіції вторгнення, Тонг завжди хотів відвоювати 16 провінцій Єни та Вана. Після підписання союзу Тьєна Уєна (1004 р.) Між двома країнами мир триває близько ста років, ще й тому, що жодна зі сторін не здатна знищити іншу.
У 1115, етнічні групи на півночі Ляо під керівництвом клану Хоан Нян повстали і створили нову державу Кім. Народ очолив Донг Цюань і запропонував Тонгу стратегію приєднання до Кіма для знищення Ляо. Тонг вважав, що держава Ляо ось-ось буде втрачена, королівство Кім замінить її, якщо це буде зроблено, можна буде як добре порозумітися з Кімом, так і повернути собі 16 материків.

## Зміст
Великим урядом Фуби від Шаньдун Денчжоу (нині Шаньдун Пенлай) під приводом нібито покупки коней було переправлено човен через море з метою переговорів про напад на Ляо. З тих пір Сун та Цзінь постійно контактували. Таким чином, у 1120 році обидві сторони домовились про наступне:
- Сун і Цзінь напали на Ляо окремо. Армія Цзінь захопила Ляо Шанцзін (нині на південь від містечка Ліндун, Баліньцуо Банер, автономний регіон Внутрішня Монголія) і Чжунцзін Дадінгфу (нині містечко Дамін, місто Тяньї, округ Нінчен, Ліга Чжаоу Да, Ляонін) і Армія Сун захопила особняк Xijing Datong династії Ляо (нині Шаньсі Датун) і особняк Нанкін Xijin (тепер Пекін).
- Після того, як Сун пообіцяв знищити Ляо, він передав монети, втрачені Ляо в союзі Чанюаня, Джину.
- Джин пообіцяв повернути Шон шістнадцять штатів Яньюнь.

В результаті, хоча Сун здав захисника Ічжоу Гао Фенга та захисника Чжучжоу Го Яосі, він не зміг напасти на Ляо, і армія Цзінь успішно захопила Ляошанцзін, Ляочжун і Ляонін Нанкін. Пізніше Цзінь Фанг звинуватив Суна у невиконанні обіцянки «захопити Ляонін і Нанкін» і відмовився повернути Яньюнь. Після переговорів партій Цзінь і Сун Північна династія Сун дозволила давати золото 200 000 срібних таелів і 300 000 коней шовку, а Яньцзін орендував один мільйон юанів. Армія Цзінь отримала майно населення племен Чжунсі, Хітан, Бохай та інші в шести штатах, а майно народу Хань залишила лише династії Сун, а також змусила династію Сун передати представників Ляо Чжао Веньсюнь. і Лі Чуненг, який втік до династії Сун, щоб полювати на династію Ляо. Династія Цзінь також попросила династію Сун здати 8000 осіб з дивізії Го Яоші «Армії обурень» династії Сун. Династія Сун не погодилася. В обмін на це понад 30 000 домогосподарств з більш ніж 150 власностями сімейства гуанів в районі Ючжоу Міські райони були передані династії Цзінь. Перед тим, як армія Цзінь вийшла з міста, вона також обшукала майно та населення міста Нанкін (Ляонін). Сун отримав лише порожнє місто «на міських пагорбах і в лисячих лігвах».
Відтоді династія Сун також щороку передаватиме 1,4 мільйона таелів срібла династії Цзінь, а щорічний податок у 1 мільйон таелів у Ючжоу буде повертатися династії Цзінь. Династія Сун запропонувала обміняти особняк Датун в Пекіні династії Ляо, але династія Цзінь запропонувала переселити всіх своїх мешканців. Династія Сун повинна була дати ще 200 000 таелів династії Цзінь, але династія Цзінь не дала особняк Датун до династії Сун.

## Прогрес
У 1118 р. (2-й рік Тронг Хоа), великий лікар Ву Нгіа Ма Чін відправив наказ від Данг Чау (нині Бонг Лай, Шаньдун) переправитися через море на місію в Кот Да з наміром «налагодивши хороші стосунки та спільну роботу, покарати Ляо». Таким чином обидві сторони почали контактувати. У 1120 р. (другий рік Туйен Хоа) Тонг наказав Трієу Луонг Ту купити коня, ще раз поїхати в країну Кім, перед від'їздом він особисто відправив лист Луонг Ту, нагадуючи йому, що він знаходиться за межами 16 провінцій ієн. Ван, як і раніше, повинен домовитись про отримання Єн Кім (столиця Ліє); Зокрема, Єнь Кім може взяти землю та передати власність кімчанам. Під час цієї зустрічі дві країни досягли згоди такого змісту:
- Сун Кім і самі вирушили проти Ляо, коли армія Кім напала на Туонг Кім (нині на південь від міста Лам Донг, період Ба Лам Та, автономний район Внутрішня Монголія) та Дай Дінь Фу, тобто Тун Кім (тепер відомий як Дай Мін) місто Тхіен Нгія, район Нінь Тхань, місто Чифен, Ляонін. Армія Сун воювала проти Дай Дун, або Тай Кім (нині Датонг, Сон Тай) і Тич Тан, або Нанкін (нині Пекін).
- Після того, як Тонг погодився знищити Ляо, гроші, виплачені Ляо в рамках Альянсу Тієн Уєн, будуть перераховані Кіму.
- Кім погодився привезти 16 провінцій ієн, Ван повернувся в Тонг.

Незважаючи на те, що був створений союз, Північна династія Сун була змушена перенаправити Північну експедиційну армію на придушення повстання Фанг Ла, коли вона збиралася розпочати операцію проти Ляо, а Північна династія Сун змушена була затриматися.
Мало того, що конфронтація із Ляо давалась важко, окрім того, Сунг Тонг Гуана вдарили у відповідь і вдарили досить сильно, щоб змусити його відступити до річки Ширамідзо. Потім було здійснено раптовий напад на Йелу Даші під командуванням Лю Енкея, ця атака також провалилася через сильну оборону Йелу Даші. Тонг Гуан після переговорів з Лі Чонґвоном Хокурьо викликав повстання проти нього, але цей задум був розкритий Йелу Даші, і Лі був страчений.
Тонг Гуан вирішив, що неможливо захопити Янкіо самостійно, і попросив Кіма захопити Янкіо. Отримавши цю інформацію, імператор Тайдзу напав на Янкіо з півночі, і Йелу Даші перехопив його в Джуйонгуані, але зазнав поразки і був захоплений золотою армією, і Янкіо впав. В цей час васал групи Кім порадив імператору Тайдзу відмовитись від передачі Янкіо через те, що такий хід подій не був корисним для захоплення Янкіо. Однак імператор Тайдзу відхилив цю пропозицію через морський союз, пограбував мешканців та майно, потім передав фактично порожній замок та військові витрати (мільйон ієн мідних монет, два війська), що в кілька разів перевищує необхідні витрати для Північної династії Сун.

## Результати
Поки Сун перемагав Ляо, армія Кім успішно перемогла Туонг Кім, Тун Кім і Нанкін. Тоді сторона Кім розкритикувала сторону Сун за невиконання обіцянки «покарати Ляо», тому вони відмовилися повернути 16 провінцій Єни та Вана. Після переговорів династія Сун прийняла витратити 200 000 таелів срібла, 30 000 лопат шовку, а також завантажила 100 000 мандаринів замість орендної плати Ієн Кім. Кім після цього передав Єнь Кім шість завойованих континентів (Кан, Дан, Діч, Трак, Ке, Туан). Армія Кім забрала все майно та людей у Єнь Кім, залишивши порожню цитадель, династія Сун змінила Єнь Кім на палац Єн Син.

## Вплив
Таким чином, йому вдалося вигнати Ляо з Хуабея у співпраці з Кім, але після цього, незважаючи на те, що Сун все ще перебувала в альянсі, він прийняв заколотника Чжан Каку, і вступив у союз з Ляо. Продовжував свою недовіру, наприклад, уклавши таємну угоду з ворогом, розлючений Кім нарешті переправився через Жовту річку і розпочав атаку Кайфен. Сун рушила до знищення.